# Tolterodine
Tolterodine is een geneesmiddel dat wordt voorgeschreven bij patiënten met een instabiele of hyperactieve urineblaas, en die onder meer te maken hebben met urine-incontinentie of aandrangincontinentie.
Het middel werd ontwikkeld door het Zweedse farmaceutische bedrijf Pharmacia en is sedert 1997 internationaal op de markt. Het wordt tegenwoordig verkocht door Pfizer met als merknaam Detrusitol, dit zijn tabletten of capsules met het tartraat van tolterodine; maar tolterodine is wel het actieve bestanddeel. Het is enkel op voorschrift verkrijgbaar en wordt voorgeschreven wanneer "blaastraining" niet of onvoldoende helpt.
Tolterodine vermindert de spierspanning van de wand en van de sluitspier van de urineblaas. Daardoor kan de blaas meer urine bevatten, vermindert de aandrang tot urineren en ook het aantal urinelozingen.
De belangrijkste bijwerkingen van het gebruik van tolterodine zijn: droge mond; maag-darmklachten; verstopping; droge huid en droge ogen; hoofdpijn en nervositeit.